# يان هاميلتون بروس
يان هاميلتون بروس (بالإنجليزية: Ian Hamilton Burrows)‏ هو عسكري نيوزيلندي، ولد في 11 نوفمبر 1930 في كرايستشرش في نيوزيلندا، وتوفي في 22 يوليو 2006 في أوكلاند في نيوزيلندا.